# یواس‌اس مرتز (دی‌دی-۶۹۱)
یواس‌اس مرتز (دی‌دی-۶۹۱) (به انگلیسی: USS Mertz (DD-691)) یک کشتی بود که طول آن ۳۷۶ فوت ۶ اینچ (۱۱۴٫۷۶ متر) بود. این کشتی در سال ۱۹۴۳ ساخته شد.